# Wemding
Wemding é uma cidade da Alemanha, localizado no distrito de Donau-Ries, no estado de Baviera.